# 卡迪夫城球場
卡迪夫城球場（英語：Cardiff City Stadium）是位於英國威爾斯卡迪夫歷克韋夫區（Leckwith area）的33,280全坐席運動及音樂場地，自2009年起取代尼尼安公園球場（Ninian Park）成為卡迪夫城足球俱乐部的主場球場。球場由卡迪夫城足球俱乐部擁有及營運，球場同時舉行卡迪夫藍軍橄欖球隊的主場賽事直到2029年。
卡迪夫城是加的夫以及整個威爾士第二大的運動場，球場容量僅次於千禧球場。球場是「歷克韋夫發展計畫」（Leckwith development）的一部分，計畫還包括建造卡迪夫國際體育運動場（Cardiff International Sports Stadium）。當命名權出售後，球場名字將會加上贊助商的品牌。卡迪夫城運動場於2009年7月22日正式揭幕，由卡迪夫城與些路迪進行友誼賽。

## 概覽

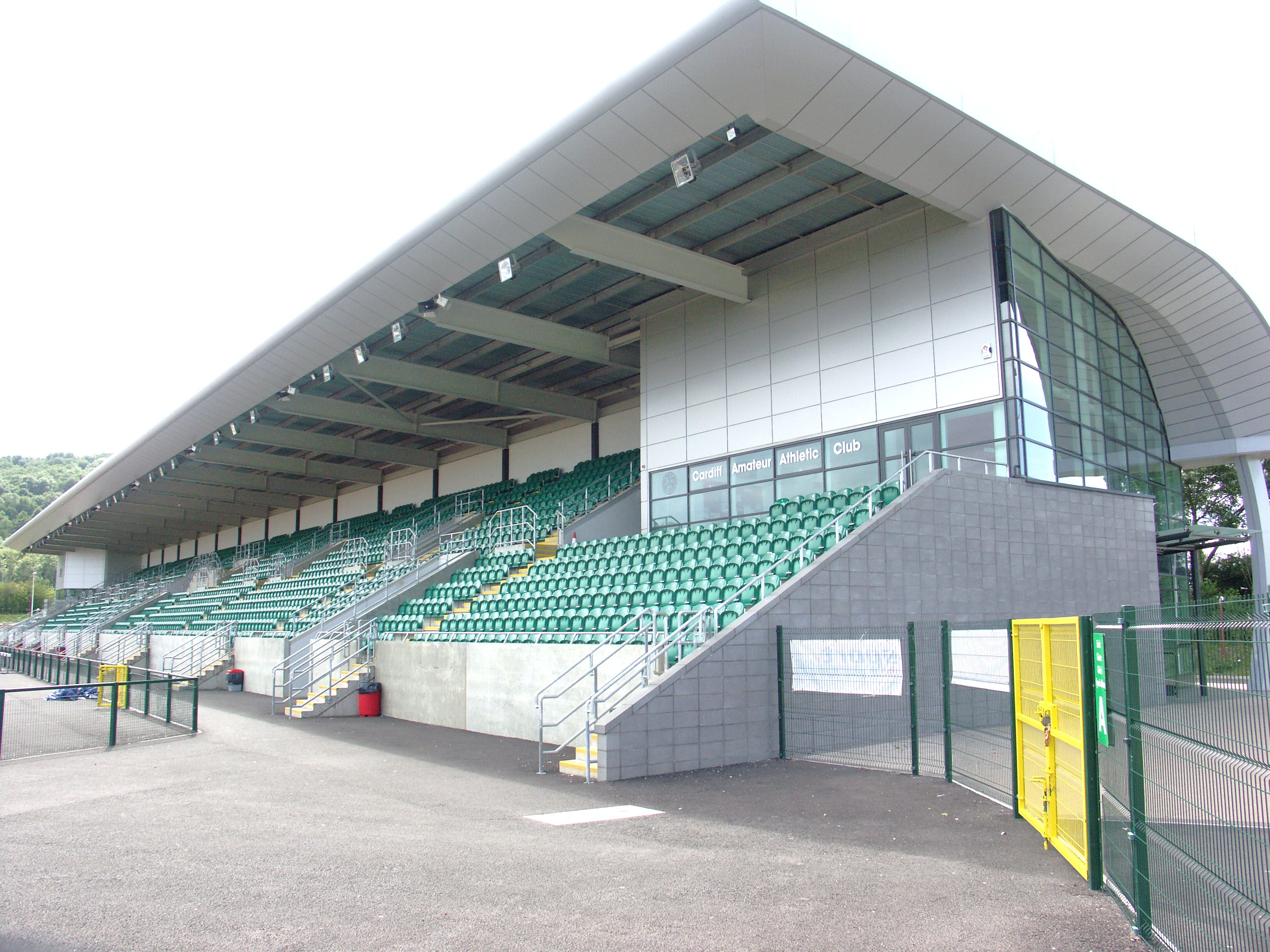
卡迪夫國際體育運動場

新球場在卡迪夫田徑運動場（Cardiff Athletics Stadium）舊址上興建，是「歷克韋夫發展計畫」的組成部分。這項耗資1億英鎊的60英亩的土地發展計畫包括：
- 一座26,828[5]個座位的運動場；
- 一座新田徑場（卡迪夫國際體育運動場）；
- 一座室內訓練設施；
- 包含18個主要零售商的470,000平方呎的「首都購物園」（Capital Shopping Park）；
- 在尼尼安公園球場舊址進行房屋發展；
- 全新70房酒店及餐廳；
- 新的關聯道路系統。

## 音樂會場地
威爾斯本地搖滾樂樂隊「立體音響樂隊」（Stereophonics）於2010年6月5日在卡迪夫城運動場舉行首場音樂會，樂隊曾在卡迪夫國際體育館（Cardiff International Arena）舉行破紀錄的13場滿座的音樂會，並曾在千禧球場及卡迪夫城堡（Cardiff Castle）演出，音樂會命名「城中夏日」（Summer in the City），同場還有「Kids In Glass Houses」及「Doves」協助表演。

## 統計數據
- 座位：33,280
- 觀眾最多紀錄：33,280人（2015年6月12日，威爾士對比利時）
- 首場舉行的國際賽：2009年11月14日，蘇格蘭對威爾士[7]

## 外部連結
- Official stadium website
- Plans at Cardiff City Website
- PMG Developments plc（页面存档备份，存于） lead developers
- footballgroundguide.com